# Около-Кулак, Владимир Михайлович
Владимир Михайлович Около-Кулак (1873 — 17 августа 1920, Таврическая губерния) — русский и советский офицер, командир бригады. Участник Первой мировой и Гражданской войн. Кавалер высшей награды РСФСР — ордена Красного Знамени РСФСР (1920). Убит в бою с дроздовцами в Северной Таврии.

## Биография
Родился в 1873 году. Окончил Петровский Полтавский кадетский корпус в 1891 году, выпущен вице-унтер-офицером, затем обучался в Павловском военном училище, выпущен в Полтавский пехотный полк. В неустановленное время вышел в отставку.
Во время Первой мировой войны призван из отставки в чине штабс-капитана в 191-й пехотный запасный батальон. Высочайшим приказом от 29 мая 1916 года награждён орденом Святой Анны 3-й степени.
Поступил на службу в Красную армию. Командир бататальона 7-го Московского стрелкового полка. Приказом РВСР № 77 от 1920 года был награждён орденом Красного Знамени.
К августу 1920 года командир сводной бригады Красных курсантов, направленной против 3-й (Дроздовской) дивизии Русской армии П. Н. Врангеля в Северной Таврии. В ходе ожесточённых боёв в районе Орехова бригада понесла большие потери и была сведена в полк. 17 августа 1920 года Около-Кулак был убит при артиллерийском обстреле. Тело досталось наступавшим дроздовцам.
Генерал-майор А. В. Туркул в своих мемуарах «Дроздовцы в огне» писал: «Сбитый нами всадник был командир бригады курсантов Около-Кулак. Крупный человек с холеными барскими руками, прекрасно одетый, в тонком шелковом белье, он был убит разрывом гаубичной бомбы. Разведчик 7-й батареи нашел его визитную карточку: „Отставной штабс-капитан Около-Кулак“. С его гимнастерки был снят орден Красного Знамени, который и теперь хранится в нашем дроздовском архиве».